# Луговых, Михаил Григорьевич
Михаил Григорьевич Луговых (15 января 1921, Яковлевка, Челябинская губерния — 16 сентября 1984, Пятигорск, Ставропольский край) — советский военнослужащий, участник Великой Отечественной войны, полный кавалер ордена Славы, гвардии старший сержант. После войны работал электромонтёром Пятигорского участка конторы «Подземметаллзащита».

## Биография
Михаил Григорьевич Луговых родился 15 января 1921 года (данные надгробного памятника) или 15 сентября 1922 года (данные справочников и других публикаций) в крестьянской семье в селе Яковлевском (Стрелецком) Чистовского сельсовета Сухоборской волости Челябинского уезда Челябинской губернии, ныне деревня Яковлевка входит в Щучанский муниципальный округ Курганской области. Русский.
В 1930 году семья была раскулачена по Постановлению СНК и ЦИК от 01 февраля 1930 года и приговорена Щучанским райисполкомом к выселению в Мурманскую область, а отец, Григорий Иванович Луговых (1884/1885 — ?), продавец лавки, был 13 февраля 1930 года арестован и 16 апреля 1930 года отец приговорён тройкой ПП ОГПУ по Уралу за антисоветскую агитацию по статье 58-10 УК РСФСР к 8 годам лишения свободы. Здесь Михаил Григорьевич окончил 7 классов, работал электромонтёром в городе Кировске Мурманской области.
В августе 1941 года был призван в Рабоче-крестьянскую Красную Армию. С того же времени участвовал в боях с захватчиками на Северном и Карельском фронтах.
Летом 1943 года, член ВЛКСМ старший сержант М. Луговых, будучи курсантом пулемётного взвода учебной роты 104-й стрелковой дивизии, при отражении атаки противника на рубеже озера Верхний Верман, огнём из своего пулемёта уничтожил расчёт вражеской огневой точки и ещё до 12 солдат противника. За этот бой получил первую боевую награду — медаль «За боевые заслуги». В этом бою был ранен, но после выздоровления вернулся в свою дивизию. После очередного ранения и госпиталя был направлен в другую часть. К лету 1944 года воевал уже во взводе пешей разведки 311-го стрелкового полка 65-й стрелковой дивизии.
15 июля 1944 года старший сержант М. Луговых с группой бойцов скрытно проник в расположение противника в районе станции Лоймола, проделал проход в проволочных и минных заграждениях, добыл ценные сведения, вывел разведчиков из-под вражеского артиллерийско-миномётного огня на свою территорию.
Приказом от 31 июля 1944 года награждён орденом Славы 3-й степени.
12 октября 1944 года в бою за господствующую, высоту у деревни Луостари взял в плен немецкого офицера и доставил его в часть.
Приказом от 27 ноября 1944 года награждён орденом Славы 2-й степени.
После окончания боёв на севере дивизия, в которой он воевал, преобразованная в 102-ю гвардейскую, была переброшена на 2-й Белорусский фронт.
25 февраля 1945 года в бою на окраине города Шлохау захватил вражеский пулемётный расчёт и вместе с оружием и боеприпасами доставил его в часть. При выходе советских войск к побережью Балтийского моря в районе города Данциг неоднократно участвовал в отражении вражеских контратак, был дважды ранен, но поля боя не покинул.
Указом Президиума Верховного Совета СССР от 29 июня 1945 года за мужество, отвагу и бесстрашие, проявленные в боях с захватчиками на заключительном этапе войны, командир отделения взвода пешей разведки 318-го гвардейского стрелкового полка М. Луговых был награждён орденом Славы 1-й степени. Стал полным кавалером ордена Славы.
Демобилизован в 1945 году. Жил в городе Пятигорске Ставропольского края. До выхода на пенсию работал электромонтёром Пятигорского участка конторы «Подземметаллзащита». Беспартийный.
Михаил Григорьевич Луговых скончался 16 сентября 1984 года. Похоронен на Ново-Горячеводском (Нальчикском) кладбище города Пятигорска городского округа Город-курорт Пятигорск Ставропольского края.
Реабилитирован 14 сентября 1992 года УВД Мурманской области по приговору 1930 года.

## Награды
- Орден Славы I степени № 1611, 29 июня 1945 года[4][5][6]
- Орден Славы II степени № 7669, 27 ноября 1944 года[7]
- Орден Славы III степени № 78393, 31 июля 1944 года[8]
- медали, в т.ч.:
  - Медаль «За боевые заслуги», 12 сентября 1943 года[9]

## Семья
- Отец, Луговых Григорий Иванович (1884/1885—?), приговорен Щучанским РИК в 1930 году по постановлению СНК и ЦИК от 01.02.1930 г. к выселению в Мурманскую область. Реабилитирован 14 сентября 1992 года УВД Мурманской области. Арестован 13 февраля 1930 года. Приговорён тройкой ПП ОГПУ по Уралу 16 апреля 1930 года по обвинению в антисоветской агитации, ст. 58-10 к 8 годам лишения свободы. Реабилитирован 20 июля 1989 года Курганской облпрокуратурой.
- Мать, Луговых Прасковья Андреевна (1884—?), приговорена Щучанским РИК в 1930 году и реабилитирована 14 сентября 1992 года УВД Мурманской области.
  - Брат, Луговых Андрей Григорьевич (1908—?), приговорен Щучанским РИК в 1930 году и реабилитирован 14 сентября 1992 года УВД Мурманской области.
  - Луговых Мария Алексеевна (1910—?), приговорен Щучанским РИК в 1930, реабилитирована 14 сентября 1992 года УВД Мурманской области.
    - Племянник, Луговых Владимир Андреевич (1936—?), родился на спецпоселении, реабилитирован 14 сентября 1992 года УВД Мурманской области.
    - Племянник, Луговых Виктор Андреевич (1937—?), родился на спецпоселении, реабилитирован 14 сентября 1992 года УВД Мурманской области.
    - Племянница, Луговых Валентина Андреевна (1946—?), родилась на спецпоселении, 14 сентября 1992 года УВД Мурманской области.

  - Брат, Луговых Василий Григорьевич (1910—?), Щучанским РИК в 1930 году, реабилитирован 7 апреля 1995 года УВД Мурманской области.
  - Луговых Евдокия Михайловна (1911—?), приговорена Щучанским РИК в 1930 году, реабилитирована 7 апреля 1995 года УВД Мурманской области.
    - Племянница, Луговых Зоя Васильевна (1930—?), приговорена Щучанским РИК в 1930 году, реабилитирована 5 мая 1996 года УВД Мурманской области.
    - Племянник, Луговых Александр Васильевич (1933—?), родился на спецпоселении. реабилитирован 5 мая 1996 года УВД Мурманской области.
    - Племянник, Луговых Евгений Васильевич (1938—?), родился на спецпоселении. реабилитирован 5 мая 1996 года УВД Мурманской области.

  - Брат, Луговых Федор Григорьевич (1916—?), приговорен Щучанским РИК в 1930 году и реабилитирован 14 сентября 1992 года УВД Мурманской области.
  - Сестра, Луговых Анна Григорьевна (1922—?), приговорена Щучанским РИК в 1930 году и реабилитирована 14 сентября 1992 года УВД Мурманской области.